# Wether Law
Wether Law är en kulle i Storbritannien.   Den ligger i kommunen Scottish Borders och riksdelen Skottland, i den centrala delen av landet, 500 km norr om huvudstaden London. Toppen på Wether Law är 519 meter över havet, eller 67 meter över den omgivande terrängen. Bredden vid basen är 0,91 km.
Terrängen runt Wether Law är kuperad åt nordväst, men åt sydost är den platt.Runt Wether Law är det glesbefolkat, med 16 invånare per kvadratkilometer. Närmaste större samhälle är Edinburgh, 19,4 km nordost om Wether Law. Trakten runt Wether Law består i huvudsak av gräsmarker.